# Swetlana Ulmassowa
Swetlana Ulmassowa (russisch Светлана Ульмасова, engl. Transkription Svetlana Ulmasova; * 4. Februar 1953 in der Usbekischen SSR; † 6. April 2009) war eine sowjetische Leichtathletin. Die Langstreckenläuferin hatte ihre größten Erfolge im 3000-Meter-Lauf.
Bei den Europameisterschaften 1978 in Prag gewann sie den Titel in 8:33,2 min mit einer Sekunde Vorsprung auf die Rumänin Natalia Mărășescu. Vier Jahre später bei den Europameisterschaften 1982 in Athen konnte sie ihren Titel erfolgreich verteidigen. Mit 8:30,28 min lag sie drei Sekunden vor Maricica Puică, also erneut einer Rumänin. Bei den Weltmeisterschaften 1983 in Helsinki wurde Ulmassowa Vierte, nach 8:35,55 min hatte sie weniger als eine Sekunde Rückstand auf die Siegerin Mary Decker.
In der Wintersaison trat Ulmassowa nie bei Halleneuropameisterschaften an. Stattdessen lief sie bei den Crosslauf-Weltmeisterschaften. Hier wurde sie 1979 Fünfte, 1980 Sechste, 1981 Siebte und 1983 noch einmal Sechste. Mit der sowjetischen Mannschaft gewann sie 1980 und 1981 Gold sowie 1979 und 1983 Silber.
1978, 1979 und 1982 wurde sie sowjetische Meisterin über 3000 Meter. In diesen drei Jahren war sie auch jeweils Weltjahresbeste. 1986 gewann sie den sowjetischen Titel über 5000 Meter. 
Swetlana Ulmassowa war 1,61 m groß und wog zu Wettkampfzeiten 53 kg.

## Persönliche Bestleistungen
- 800 m: 2:00,9 min, 4. August 1979, Podolsk
- 1000 m: 2:33,6 min, 5. August 1979, Podolsk
- 1500 m: 3:58,76 min, 22. August 1982, Podolsk
  - Halle: 4:10,98 min, 21. Februar 1982, Moskau
- 1 Meile: 4:23,8 min, 15. Juni 1981, Kiew
- 3000 m: 8:26,78 min, 25. Juli 1982, Kiew
  - Halle: 8:54,19 min, 19. Februar 1982, Moskau
- 5000 m: 15:05,50 min, 8. Juli 1986, Moskau
- 10.000 m: 32:14,83 min, 8. Juni 1986, Leningrad